# Симфонический оркестр Лахти
Симфонический оркестр Лахти (фин. Sinfonia Lahti) — финский симфонический оркестр, базирующийся в городе Лахти.
Оркестр был основан в 1910 году, в 1949 получил официальный статус и был взят под контроль муниципальных властей Лахти. Домашней площадкой оркестра является концертный зал «Sibeliustalo». Оркестр активно пропагандирует финскую музыку на своих концертах и зарубежных гастролях. В репертуаре оркестра она представлена очень широко: от симфоний Сибелиуса до произведений современных финских авторов. В 1988—2008 гг. оркестром Лахти руководил Осмо Вянскя, который вывел коллектив на уровень одного из лучших оркестров Финляндии. В 2011—2016 гг. оркестром руководил Окко Каму, в 2016 г. его сменил Дима Слободенюк.
Любопытно, что в составе оркестра играл виолончелист Антеро Маннинен, бывший участник трэш-метал-группы «Apocalyptica».